# Sloanbaatar mirabilis
Sloanbaatar mirabilis — вид викопних ссавців ряду Багатогорбкозубі (Multituberculata). Це були дрібні, травоїдні, гризуноподібні ссавці. Вони жили в епоху динозаврів, у кінці крейди на території Центральної Азії. Скам'янілі рештки (голотип ZPAL MgM-1/120, череп з частиною посткраніального хребта) знайдені у відкладеннях формації Дядохта у Монголії, датуються віком 84-70 млн років.